# Copidosoma bouceki
Copidosoma bouceki is een vliesvleugelig insect uit de familie Encyrtidae. De wetenschappelijke naam is voor het eerst geldig gepubliceerd in 1998 door Kazmi & Hayat.